# Leonardo Fróes
Leonardo Fróes (Itaperuna, fevereiro de 1941) é um jornalista, poeta e tradutor brasileiro.

## Biografia
Nasceu em Itaperuna, no noroeste do Rio de Janeiro, em fevereiro de 1941. Emigrou para a capital fluminense, em 1950, estudando no Colégio Pedro II. Formado, trabalhou como jornalista. Viveu em New York, Paris e Berlim, trabalhando em diversas editoras. Desde 1971 reside no sítio Petiterra, no distrito de Secretário, em Petrópolis. Dedica-se ao estudo da jardinagem e botânica.
É um dos principais defensores da ecologia no Brasil. Atuou no Jornal do Brasil, entre 1971 e 1983, com a coluna Natureza, e no Jornal da Tarde, com a coluna A arte de plantar. Nesse espaço defendeu a ecologia e o ambientalismo. Seus textos foram coligidos na coletânea Natureza: a arte de plantar, organizada pelo professor da Universidade Federal de Ouro Preto Victor da Rosa, e publicado pela Cepe Editora.
É irmão de Leomar Fróes. É casado com Regina.

## Obras
É um conhecido tradutor do inglês, francês e alemão, tendo traduzido obras de Shelley, Goethe, Swift, Choisy, Faulkner, Woolf, Eliot e Lowry.
Por sua produção poética recebeu o Prêmio Jabuti de Poesia, de 1996, pela obra "Argumentos Invisíveis", e o Prêmio Alceu Amoroso Lima - Poesia e Liberdade, em 2016. Em 1998 recebeu o prêmio de tradução de Fundação Biblioteca Nacional. Sua obra foi publicada no volume Poesia Reunida (1968 - 2021), pela Editora 34.
Dentre seus livros de poesia podemos citar: Língua franca (1968), A vida em comum (1969), Esqueci de avisar que estou vivo (1973), Anjo tigrado (1975), Sibilitz (1981), Assim (1986), Argumentos invisíveis (1995), Um mosaico chamado a paz do fogo (1997), Quatorze quadros redondos (1998), Chinês com sono (2005) e A pandemônia e outros poemas (2021)